# Фоккема, Доуве
До́уве Ве́ссель Фо́ккема (нидерл. Douwe Wessel Fokkema, 1931—2011) — нидерландский учёный, специалист в области сравнительного литературоведения и синологии.
Родился в Утрехте. В Амстердамском университете изучал голландский язык и литературу, в Лейденском университете — современный китайский язык. После окончания образования в 1959 году — на дипломатической службе. В 1963—1964 годах на стипендию Харкнесса готовил материалы для докторской диссертации в университетах Беркли и Нью-Йорка. В 1965 году защитил в Лейдене диссертацию, посвящённую советскому влиянию на китайскую литературу 1950-х — 1960-х годов. В 1966—1968 годах находился в Пекине как секретарь и временный поверенный в делах голландского посольства — в самый острый период «Культурной революции».
В 1968—1996 годах работал в университете Утрехта, с 1981 года — профессор и заведующий кафедрой общего и сравнительного литературоведения (до 1996 года). В весенний семестр 1983 года читал лекции в Гарвардском университете, был приглашённым профессором Гёттингенского, Принстонского, Пекинского и Гонконгского университетов и ряда других. В 1975—1981 годах возглавлял Нидерландскую ассоциацию общего и сравнительного литературоведения. В 1985—1988 годах — президент Международной ассоциации сравнительного литературоведения (ICLA). В 1987—1994 годах возглавлял Институт истории и культуры Утрехтского университета; в 1990—2004 годах — председатель секции исследований голландской культуры в европейском контексте в Нидерландской организации научных исследований.
Почётный профессор Сычуаньского (1998), Юньнаньского (2003), Шэньчжэньского (2005) университетов, а также почётный доктор Университета Силезии в Катовице (1995).
Был женат на Элруд Ибш (Elrud Ibsch, скончалась в 2013 году) — профессоре литературоведения Утрехтского и Амстердамского свободного университетов.

## Основные труды
- Literary Doctrine in China and Soviet Influence 1956—1960 (1965)
- Theories of Literature in the Twentieth Century (1977, 4-е изд. 1995). В соавторстве с Элруд Ибш.
- Literary History, Modernism and Postmodernism (1984).
- Modernist Conjectures: A Mainstream in European Literature 1910—1940 (1988). В соавторстве с Элруд Ибш.
- International Postmodernism: Theory and Literary Practice (1997).
- Eerdere Nederlandse versie: Literatuurwetenschap en cultuuroverdracht (1992).
- Knowledge and Commitment: A Problem-Oriented Approach to Literary Studies (2000). В соавторстве с Элруд Ибш.
- Perfect Worlds: Utopian Fiction in China and the West (2011)